# جنوب القوقاز
جنوب القوقاز (بالنجليزية:South Caucasus) المعروف أيضًا باسم عبر القوقاز، هو منطقة جغرافية على حدود أوروبا الشرقية وغرب آسيا، تمتد عبر جبال القوقاز الجنوبية. يتوافق جنوب القوقاز تقريبًا
مع أرمينيا الحديثة وجورجيا وأذربيجان، والتي تُعرف أحيانًا بشكل جماعي باسم دول القوقاز . تبلغ المساحة الإجمالية لهذه البلدان حوالي 71,850 ميل مربع (186,100 كـم2). يشكل جنوب القوقاز وشمال القوقاز
معًا المنطقة الجغرافية القوقازية الأكبر التي تقسم أوراسيا.

## الجغرافيا

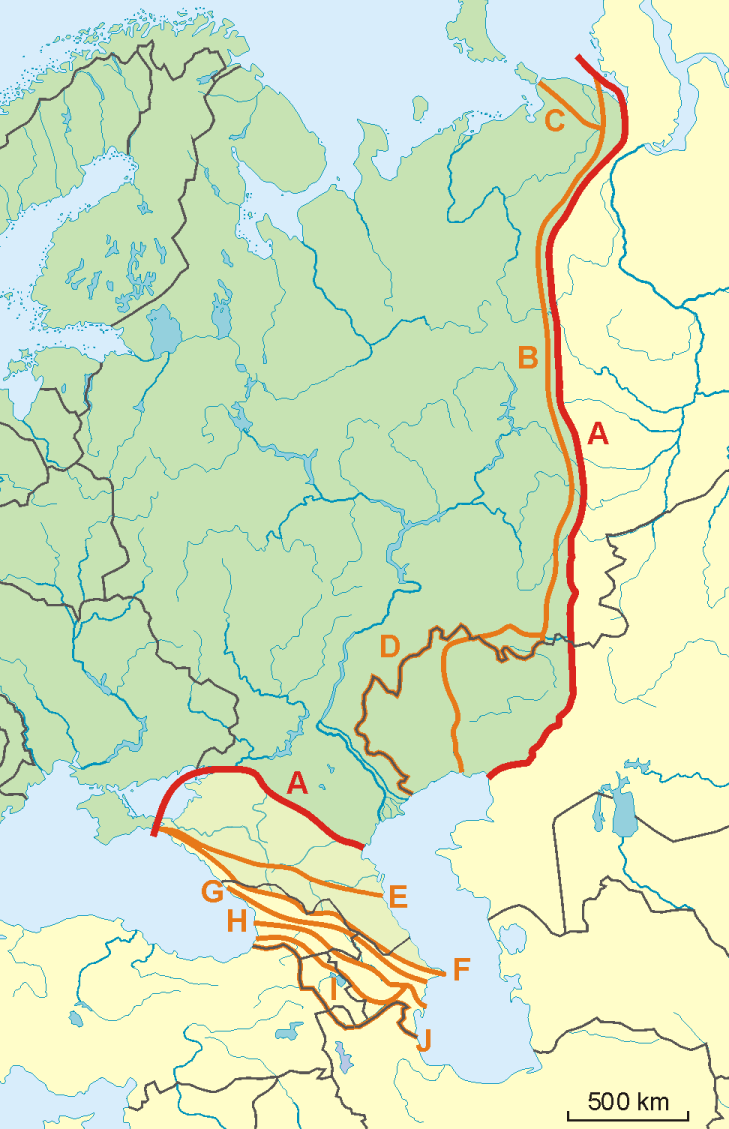
التعاريف الممكنة للحدود بين أوروبا وآسيا على أراضي جورجيا وأرمينيا وأذربيجان

يمتد جنوب القوقاز الجزء الجنوبي من جبال القوقاز وأراضيها المنخفضة، ويمتد عبر الحدود بين قارات أوروبا وآسيا ، ويمتد جنوبًا من الجزء الجنوبي من سلسلة جبال القوقاز الكبرى في جنوب غرب روسيا إلى الحدود التركية والأرمنية ، و من البحر الأسود في الغرب إلى ساحل بحر قزوين في إيران في الشرق. تشمل المنطقة الجزء الجنوبي من سلسلة جبال القوقاز الكبرى، وسلسلة جبال القوقاز الصغرى بأكملها، وأراضي كولشيس المنخفضة، وأراضي كورا أراس المنخفضة، وقاراداغ، وجبال تاليش، والأراضي المنخفضة لانكران، وجافاخيتي، والجزء الشرقي من المرتفعات الأرمنية.
تقع كل أرمينيا الحالية في جنوب القوقاز. تقع غالبية جورجيا وأذربيجان حاليًا ، بما في ذلك مقتطف ناختشفان، ضمن المنطقة.  أجزاء من إيران وتركيا مدرجة أيضًا في منطقة جنوب القوقاز. تشمل السلع المنتجة في المنطقة النفط وخام المنغنيز والشاي والحمضيات والنبيذ . لا تزال واحدة من أكثر المناطق توتراً من الناحية السياسية في منطقة ما بعد الاتحاد السوفيتي، وتحتوي على ثلاث مناطق متنازع عليها بشدة: أبخازيا وأوسيتيا الجنوبية وناغورنو كاراباخ . بين عامي 1878 و 1917 تم أيضًا دمج مقاطعة كارس أوبلاست التي تسيطر عليها روسيا في جنوب القوقاز.

## اصل التسمية
في الوقت الحاضر، يشار إلى المنطقة باسم جنوب القوقاز أو جنوب القوقاز (بالأرمنية: Անդրկովկաս, رومنة: Andrkovkas)، (بالأذرية: Cənubi Qafqaz)؛ (بالجورجية: სამხრეთ კავკასია, رومنة: tr) ؛ (الروسية: Южный Кавказ، رومنة: Yuzhnyy Kavkaz)  يشير هذا إلى وجهة نظر روسية، وهو مشابه لمصطلحات مماثلة مثل Transnistria و Transleithania . أخرى، والأشكال النادرة من هذه الكلمة تشمل القوقاز والقوقاز (الروسية: Транскавказ، رومنة: Transkavkaz).

## التاريخ

### عصور ما قبل التاريخ
تحدث هيرودوت، المؤرخ اليوناني المعروف باسم «أبو التاريخ» وسترابو، الجغرافي والفيلسوف والمؤرخ اليوناني عن شعوب القوقاز الأصلية في كتبهم. في العصور الوسطى، استقر في القوقاز أناس مختلفون، بما في ذلك السكيثيون، والاني، والأرمن، والهون، والخزار، والعرب، والأتراك السلجوقيون، والمغول. أثرت هذه الغزوات على ثقافة شعوب جنوب القوقاز. بالتوازي مع تأثير الشرق الأوسط نشر اللغات الإيرانية والدين الإسلامي في القوقاز.

الخريطة السياسية المعاصرة للقوقاز

الخريطة الإدارية للقوقاز في اتحاد الجمهوريات الاشتراكية السوفياتية ، 1957-1991.

تقع المنطقة على أطراف إيران وروسيا وتركيا، وكانت ساحة للمنافسات السياسية والعسكرية والدينية والثقافية والتوسع لعدة قرون. طوال تاريخها، خضعت المنطقة لسيطرة إمبراطوريات مختلفة، بما في ذلك الإمبراطورية الأخمينية، والإمبراطورية الآشورية الجديدة،  البارثية، والرومانية، والساسانية، والبيزنطية، والمغولية، والعثمانية، والإيرانية المتعاقبة ( الصفوية، الأفشارية، القاجارية )، والروسية. الإمبراطوريات، التي قدمت جميعها عقائدهم وثقافاتهم. على مر التاريخ، كان معظم جنوب القوقاز عادة تحت الحكم المباشر لمختلف الإمبراطوريات الموجودة في إيران وجزء من العالم الإيراني. خلال القرن التاسع عشر، كان على قاجار إيران التنازل عن المنطقة بشكل نهائي (إلى جانب أراضيها في داغستان، شمال القوقاز ) نتيجة للحربين الروسية الفارسية في ذلك القرن لصالح الإمبراطورية الروسية.
شملت الممالك القديمة في المنطقة كولشيس وأورارتو وإيبيريا وأرمينيا وألبانيا ، من بين آخرين. تم دمج هذه الممالك في وقت لاحق في العديد من الإمبراطوريات الإيرانية، بما في ذلك الإمبراطورية الأخمينية، والإمبراطورية البارثية، والإمبراطورية الساسانية ، والتي أصبحت خلالها الزرادشتية الديانة السائدة في المنطقة. ومع ذلك، بعد صعود المسيحية وتحول الممالك القوقازية إلى الدين الجديد، فقدت الزرادشتية انتشارها وظلت على قيد الحياة فقط بسبب القوة والتأثير الفارسيين اللذين لا يزالان قائمين في المنطقة. وهكذا، أصبحت منطقة جنوب القوقاز منطقة ليس فقط التقارب العسكري، ولكن أيضًا التقارب الديني، مما أدى غالبًا إلى صراعات مريرة مع الإمبراطوريات الفارسية المتعاقبة (والإمبراطوريات التي يحكمها المسلمون لاحقًا) من جانب والإمبراطورية الرومانية (وفيما بعد الإمبراطورية البيزنطية) على الجانب الآخر.
أنشأ البارثيون الإيرانيون ونصبوا العديد من الفروع التي تحمل نفس الاسم في جنوب القوقاز، وهي سلالة أرسايد في أرمينيا، وسلالة أرسايد في أيبيريا، وسلالة أرسايد في ألبانيا القوقازية.

### العصور الوسطى والحكم الروسي
في منتصف القرن الثامن، مع استيلاء الجيوش الأموية على دربند أثناء حروب العرب والخزار، أصبحت معظم مناطق جنوب القوقاز جزءًا من الخلافة وانتشر الإسلام في جميع أنحاء العالم.  المنطقة. في وقت لاحق، سيطرت مملكة جورجيا المسيحية الأرثوذكسية على معظم جنوب القوقاز. ثم تم غزو المنطقة من قبل السلاجقة والمغول والتركية والصفوية والعثمانية والأفشاريد والسلالات القاجارية.
بعد حربين في النصف الأول من القرن التاسع عشر، وهما الحرب الروسية الفارسية (1804-1813) والحرب الروسية الفارسية (1826-1828)، احتلت الإمبراطورية الروسية معظم جنوب القوقاز ( وداغستان في الشمال. القوقاز ) من سلالة القاجار الإيرانية، وقطع العلاقات الإقليمية التاريخية مع إيران. بموجب معاهدة ولستان التي أعقبت حرب 1804-1813 ، اضطرت إيران للتنازل عن داغستان الحديثة وجورجيا الشرقية ومعظم جمهورية أذربيجان لروسيا. بموجب معاهدة تركمانشاي التي أعقبت حرب 1826-1828، خسرت إيران كل ما يُعرف اليوم بأرمينيا وبقية الجمهورية الأذربيجانية المعاصرة التي بقيت في أيدي إيران. بعد حرب 1828-1829 ، تنازل العثمانيون عن جورجيا الغربية (باستثناء أدجاريا، التي كانت تُعرف باسم سنجق باتوم)، للروس.
في عام 1844، تم دمج ما يضم حاليًا جورجيا وأرمينيا وجمهورية أذربيجان في حكومة قيصرية عامة واحدة، والتي كانت تسمى نائبًا للملكية في 1844-1881 و1905-1917. في أعقاب حرب 1877-1878 الروسية التركية، ضمتها روسيا كارس، أردهان، الزراعية وباتومي من العثمانيين، وانضم إلى هذه الوحدة، وأنشأ محافظة كارس أوبلاست لأن معظم أراضي جنوبية في جنوب القوقاز.

### العصر الحديث
بعد سقوط الإمبراطورية الروسية في عام 1918، تم توحيد منطقة جنوب القوقاز في كيان سياسي واحد مرتين، مثل جمهورية الاتحاد الديمقراطي عبر القوقاز من 9 أبريل 1918 إلى 26 مايو 1918، وكجمهورية الاتحاد السوفياتي الاشتراكية عبر القوقاز من 12 مارس 1922 إلى 5 ديسمبر 1936 ، في كل مرة يتم حلها في ثلاث جمهوريات اشتراكية سوفياتية هي أرمينيا وأذربيجان وجورجيا. استعاد الثلاثة الاستقلال في عام 1991 عندما تم حل الاتحاد السوفيتي.
اندلعت الحرب الروسية الجورجية في عام 2008 عبر جنوب القوقاز، مما ساهم في مزيد من عدم الاستقرار في المنطقة، والتي هي معقدة مثل الشرق الأوسط، بسبب مزيج معقد من الأديان (بشكل رئيسي المسلمين والأرثوذكس المسيحيين) والجماعات العرقية واللغوية.
منذ استقلالها، حققت الدول الثلاث درجات متفاوتة من النجاح في علاقاتها مع روسيا ودول أخرى. في جورجيا، بعد ثورة الزهور في عام 2004، بدأت الدولة، مثل دول البلطيق، في الاندماج في أوروبا الغربية من خلال فتح العلاقات مع الناتو والاتحاد الأوروبي . تواصل أرمينيا تعزيز العلاقات مع روسيا بينما تعتمد أذربيجان بشكل أقل على روسيا، في شراكات إستراتيجية مع تركيا ودول الناتو الأخرى.

## الخمر
جنوب القوقاز، ولا سيما حيث تقع تركيا الحديثة وجورجيا وأرمينيا وإيران، هي واحدة من المناطق الأصلية لكرمة العنب Vitis vinifera . يعتقد بعض الخبراء أن جنوب القوقاز قد يكون مسقط رأس إنتاج النبيذ. تعود الحفريات الأثرية والتأريخ الكربوني لبذور العنب في المنطقة إلى 8000-5000 قبل الميلاد. النبيذ الموجود في إيران تم تأريخه إلى ق. 7400 قبل الميلاد  و ق. 5000 قبل الميلاد،  بينما تم العثور على النبيذ في جورجيا بتاريخ ق. 5,980 قبل الميلاد. أقدم مصنع نبيذ، يعود تاريخه إلى ق. 4000 قبل الميلاد، تم العثور عليها في أرمينيا.

## مناطق القوقاز الجنوبي
- أرمينيا
- أذربيجان
- جورجيا
- أبخازيا
- أوسيتيا الجنوبية
- ايران
- تركيا

## عرقيات القوقاز الجنوبي
- الجورجيون
- المنجرليون
- السفانيون
- شعب اللاز
- الأرمن
- الاتراك
- الفرس

## لغات القوقاز الجنوبي
- وتدعى العائلة الكارتفيلية وتضم الجورجية، لغة جورجيا الرسمية، مع أربعة ملايين ناطق باللغة.
- اللغة التركية
- اللغة الفارسية

## روابط خارجية
- القوقاز جورنال - مجلة متعددة اللغات على الإنترنت عن جنوب القوقاز
- مجلة القوقاز للشؤون الدولية - مجلة أكاديمية عن جنوب القوقاز
- الملخص التحليلي للقوقاز - مجلة عن جنوب القوقاز
- القوقاز (مقالة موسوعة كولومبيا)